# 愛空みなみ
愛空みなみ（日语：／，10月6日—），寶塚歌劇團雪組娘役。暱稱，大阪府池田市人，畢業於履正社學園豐中中學校(現改名為履正社中學校)，身高162公分。

## 簡介
- 2019年，進入寶塚歌劇團，105期生[4][5][6]；同期生有星空美咲(現花組主演娘役)、詩ちづる(現星組主演娘役)、紀城ゆりや(現雪組男役)、七城雅(現月組男役)、稀惺かずと(現星組男役)、山吹ひばり(現宙組娘役)、音彩唯(現雪組娘役)[4][5][6]。初次登台表演為宙組公演『オーシャンズ11(瞞天過海)』[4][5][6][7][8]，之後被分到雪組[4][5][6][9]。
- 2025年，擔任『ROBIN THE HERO(羅賓漢)』新人公演女主角[6][10][11][12][13]。

## 寶塚歌劇團時期

### 初舞台
- 2019年4-5月 寶塚大劇場宙組公演『オーシャンズ11（瞞天過海)』[14]

### 雪組時期
- 2020年1-3月『ONCE UPON A TIME IN AMERICA(四海兄弟，改編同名電影)』[15]
- 2021年1-4月『fff-フォルティッシッシモ-(fff－Fortississimo-歡聲高唱)』『シルクロード〜盗賊と宝石〜(絲路～盜賊與寶石～)』[16]
- 2021年8-11月『CITY HUNTER(城市獵人，改編北条司原作同名漫畫)』新人公演 飾演:野上唯香(正式公演:有栖妃華)『Fire Fever!(火焰狂熱)』[5][17]
- 2022年1月 寶塚Bow Hall『Sweet Little Rock 'n' Roll』飾演:ポーラ(寶拉)[18]
- 2022年3-6月 『夢介千両みやげ(夢介千兩冤大頭，改編山手樹一郎原作小說)』『Sensational!』[19]
- 2022年7-8月 梅田藝術劇場、日本青年館『心中・恋の大和路(心中戀之大和路，改編近松門左衛門創作人形淨琉璃「冥徒の飛腳」)』[20]
- 2022年10-12月『蒼穹の昴(蒼穹之昴，改編淺田次郎原作同名小說)』新人公演 飾演:西太后付き女官(慈禧太后身邊的宮女)(正式公演:琴羽りり)[5][21]
- 2023年2-3月 御園座『BONNIE & CLYDE(邦妮和克萊德)』飾演:エレノア(艾蓮娜)[5][22]
- 2023年4-7月『Lilacの夢路(紫丁香之夢路)』『ジュエル・ド・パリ!!(Jewel de Paris!!)(巴黎的寶石)』新人公演 飾演:夢人(魔女)(正式公演:希良々うみ)[5][23]
- 2023年8-9月『愛するには短すぎる(愛苦短)』『ジュエル・ド・パリ!!』[24]※全國巡迴公演
- 2023年12月-2024年2月『ボイルド・ドイル・オンザ・トイル・トレイル(沸騰的道爾踏上艱辛之路)』新人公演 飾演:アリス(愛麗絲)(正式公演:有栖妃華)『FROZEN HOLIDAY（フローズン・ホリデイ）(冰雪假期)』[25]※寶塚大劇場新人公演取消
- 2024年4-5月 寶塚Bow Hall『39 Steps(國防大機密，改編自約翰·布肯原作同名小說)』飾演:エルシー(艾希)[26]
- 2024年7-10月『ベルサイユのばら-フェルゼン編-(凡爾賽玫瑰-菲爾遜篇)』飾演:女官長 新人公演 飾演:カトリーヌ(凱瑟琳)(正式公演:希良々うみ)/小公女(正式公演:華純沙那)/農民の女(農婦)(正式公演:瑞季せれな)[27]
- 2024年12月-2025年1月 梅田藝術劇場、KAAT神奈川藝術劇場『FORMOSA!!（フォルモサ）(福爾摩莎)』飾演:ホリー(荷莉)/ポルニーン[5][28][29]
- 2025年3-6月『ROBIN THE HERO(羅賓漢)』飾演:メアリー(瑪麗) 新人公演 飾演:マリアン・メイデン(瑪麗安·梅登)(正式公演:夢白あや)『オーヴァチュア!(序曲)』[30] ＊第一次擔任新人公演女主角
- 2025年8-9月 御園座『An American in Paris（パリのアメリカ人）(花都舞影，改編同名電影)』飾演:香水店の店員 アマンディーヌ(香水店店員亞曼汀)[31]
- 2025年11月-2026年2月『ボー・ブランメル〜美しすぎた男〜(美男布魯梅爾)』『Prayer〜祈り〜(祈禱)』[32]

## 外部連結
- 寶塚官網愛空みなみ簡介（页面存档备份，存于）